# Comuna de Nowe Piekuty
Nowe Piekuty (polaco: Gmina Nowe Piekuty) é uma gminy (comuna) na Polónia, na voivodia de Podláquia e no condado de Wysokomazowiecki. A sede do condado é a cidade de Nowe Piekuty.
De acordo com os censos de 2004, a comuna tem 4060 habitantes, com uma densidade 37,1 hab/km².

## Área
Estende-se por uma área de 109,37 km², incluindo:
- área agricola: 78%
- área florestal: 16%

## Demografia
Dados de 30 de Junho 2004:
|                      | Total   | Total | Mulheres | Mulheres | Homens  | Homens |
| -------------------- | ------- | ----- | -------- | -------- | ------- | ------ |
|                      | pessoas | %     | pessoas  | %        | pessoas | %      |
| População            | 4060    | 100   | 1969     | 48,5     | 2091    | 51,5   |
| Densidade (pop./km²) | 37,1    | 100   | 18       | 18       | 19,1    | 19,1   |

De acordo com dados de 2002, o rendimento médio per capita ascendia a 1405,72 zł.

## Comunas vizinhas
- Brańsk, Poświętne, Sokoły, Szepietowo, Wysokie Mazowieckie